# Булій Ростислав Володимирович
Ростислав Володимирович Булій — український військовик.
Загинув 25 вересня 2020 року в авіакатастрофі Ан-26 поблизу міста Чугуїв.

## Нагороди та відзнаки
- медаль «За військову службу Україні» (посмертно, 6 жовтня 2020) — за самовіддане служіння Українському народові, зразкове виконання військового обов’язку[2]